# Kevepallós
Kevepallós (szerbül Плочица / Pločica, németül Ploschitz) település Szerbiában, a Vajdaságban, a Dél-bánsági körzetben, Kevevára községben.

## Fekvése
A Duna közelében, Kevevárától nyugatra, Székelykeve mellett fekvő település.

## Története
Kevepallós, Plosicz nevét az 1717. évi kamarai jegyzék Plochika néven említette először. Ekkor 13 lakott házat számoltak össze benne.
1723-1725. között gróf Mercy térképén Plazischa alakban, lakatlan helyként van feltüntetve, de később ismét benépesült, és az 1761. évi hivatalos térképen Plocsiza alakban, szerbektől lakott helységként, a pancsovai kerületben volt feltüntetve.
Az 1765-1768. közötti éviekben rokkant német katonákból alakított határőrezred számára jelölték ki letelepedési helyül.
1873-ban Temes vármegyéhez csatolták.
1910-ben  2130 lakosából 45 fő magyar, 914 fő német, 1  fő szlovák, 2 fő román, 1116 fő szerb, 24 fő egyéb anyanyelvű volt. Ebből 940 fő római katolikus, 4 fő református, 15 fő ág. hitv. evangélikus, 1136 fő görögkeleti ortodox, 7 fő izraelita vallású volt. A lakosok közül 1234 fő tudott írni és olvasni, 302 lakos tudott magyarul.
A trianoni békeszerződés előtt Temes vármegye Kevevárai járásához tartozott.

## Népesség

### Demográfiai változások
| 1948 | 1953 | 1961 | 1971 | 1981 | 1991 | 2002 | 2011 |
| ---- | ---- | ---- | ---- | ---- | ---- | ---- | ---- |
| 2364 | 2702 | 2371 | 2146 | 2100 | 2013 | 2044 | 1794 |

## Nevezetességek

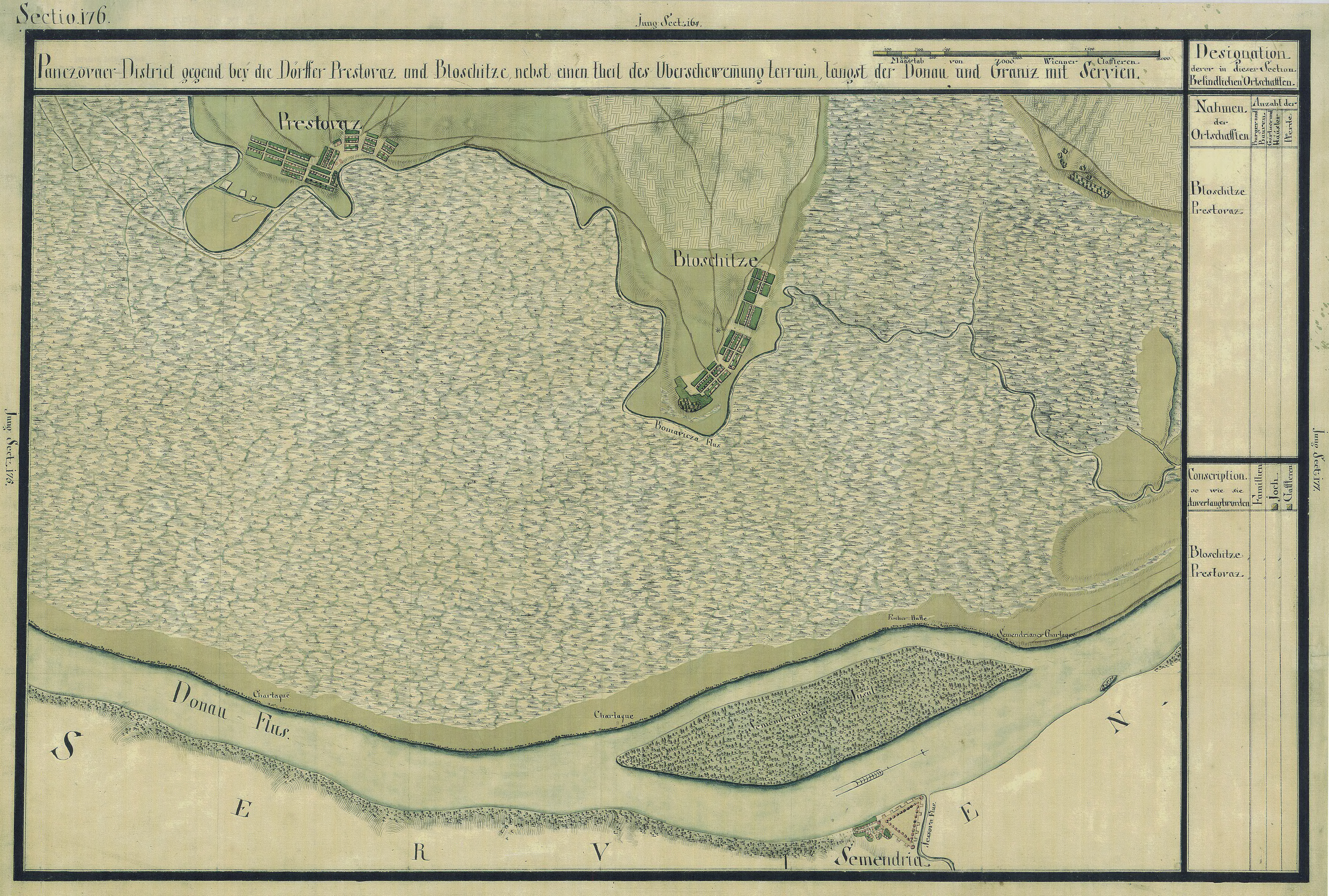
Kevepallós egy régi térképen

- Római katolikus temploma - 1838-ban épült Szent József tiszteletére
- Görögkeleti temploma - 1848-ban kezdték építeni, de a közbejött 1848–49-es forradalom és szabadságharc következtében csak 1853-ban fejezték be